# مقاطعة جونستون (كارولاينا الشمالية)
مقاطعة جونستون (بالإنجليزية: Johnston County)‏ هي إحدى مقاطعات ولاية كارولاينا الشمالية في الولايات المتحدة الأمريكية. مركز المقاطعة أو مقعدها هي مدينة سميثفيلد. تأسست هذه المقاطعة سنة 1746.أصل هذه المقاطعة يأتي من: مقاطعة كريفين.

## أعلام
- ويليام إس. باول
- جون إيدجيرتون
- آفا غاردنر
- بنجامين وليامز